# Justicia nagpurensis
Justicia nagpurensis är en akantusväxtart som beskrevs av V.A.W. Graham. Justicia nagpurensis ingår i släktet Justicia och familjen akantusväxter. Inga underarter finns listade i Catalogue of Life.